# Wintergraben (Fohnsdorf)
Der Wintergraben ist ein nördlich von Fohnsdorf in der Gemeinde Fohnsdorf gelegenes Tal, das vom Winterbach durchflossen wird. Der Winterbach mündet im Ort Fohrnsdorf von rechts und Nordwesten in den Fohnsdorferbach, einen Nebenfluss der Pöls, und ist damit Teil des Flusssystems der Mur.